# Gymnocanthus pistilliger
Gymnocanthus pistilliger és una espècie de peix pertanyent a la família dels còtids.

## Descripció
- Fa 28 cm de llargària màxima (normalment, en fa 19,5) i 240 g de pes.[6][7]

## Hàbitat
És un peix marí, demersal i de clima temperat que viu entre 0-325 m de fondària.

## Distribució geogràfica
Es troba al Pacífic nord: Corea, Rússia, el Japó i Alaska.

## Longevitat
La seua esperança de vida és de 12 anys.

## Observacions
És inofensiu per als humans.